# Gao Ling
Gao Ling (en chino: 高崚; Wuhan, 14 de marzo de 1979) es una deportista china que compitió en bádminton, en las modalidades de dobles y dobles mixto.
Participó en tres Juegos Olímpicos de Verano, entre los años 2000 y 2008, obteniendo en total cuatro medallas: dos en Sídney 2000, oro en dobles mixto (junto con Zhang Jun) y bronce en dobles (con Qin Yiyuan), y dos en Atenas 2004, oro en dobles mixto (con Zhang Jun) y plata en dobles (con Huang Sui).
Ganó nueve medallas en el Campeonato Mundial de Bádminton entre los años 1999 y 2007.

## Palmarés internacional
| Juegos Olímpicos   | Juegos Olímpicos         | Juegos Olímpicos  | Juegos Olímpicos |
| Año                | Lugar                    | Medalla           | Prueba           |
| ------------------ | ------------------------ | ----------------- | ---------------- |
| 2000               | Sídney (Australia)       | Medalla de oro    | Dobles mixto     |
| 2000               | Sídney (Australia)       | Medalla de bronce | Dobles           |
| 2004               | Atenas (Grecia)          | Medalla de oro    | Dobles mixto     |
| 2004               | Atenas (Grecia)          | Medalla de plata  | Dobles           |
| Campeonato Mundial |                          |                   |                  |
| Año                | Lugar                    | Medalla           | Prueba           |
| 1999               | Copenhague (Dinamarca)   | Medalla de bronce | Dobles           |
| 2001               | Sevilla (España)         | Medalla de oro    | Dobles           |
| 2001               | Sevilla (España)         | Medalla de oro    | Dobles mixto     |
| 2003               | Birmingham (Reino Unido) | Medalla de oro    | Dobles           |
| 2003               | Birmingham (Reino Unido) | Medalla de plata  | Dobles mixto     |
| 2005               | Anaheim (Estados Unidos) | Medalla de plata  | Dobles           |
| 2006               | Madrid (España)          | Medalla de oro    | Dobles           |
| 2007               | Kuala Lumpur (Malasia)   | Medalla de plata  | Dobles           |
| 2007               | Kuala Lumpur (Malasia)   | Medalla de plata  | Dobles mixto     |